# Medal Służby Ogólnej w Indiach (1936)
The India General Service Medal (1936 IGSM) – medal kampanii brytyjskich, ustanowiony 3 sierpnia 1938.

## Zasady nadawania
Medalem nagradzano oficerów i żołnierzy armii Brytyjskiej i Indyjskiej.
1936 IGSM był wydawany za kampanie zbrojne w Indiach pomiędzy rokiem 1936 i 1939. Każda bitwa lub akcja reprezentowana jest przez odpowiednią klamrę na wstążce medalu, usankcjonowano 2 klamry.
Jeśli nagrodzony medalem był również wyróżniony przez Mentioned in Dispatches (MID), był upoważniony do noszenia emblematu srebrnego liścia dębu na wstążce medalu.
Po przyznaniu Indiom niepodległości w roku 1947, medal się zdezaktualizował.

## Klamry medalu
- North West Frontier 1936–37
- North West Frontier 1937–39

## Opis medalu
Medal był bity przez mennice w Londynie i Kalkucie. Wersja londyńska miała bardziej ozdobny uchwyt do wstążki niż wersja kalkucka, która miała tylko pojedynczy prosty uchwyt.
awers: lewy profil króla Jerzego VI z inskrypcją GEORGIVS VI G BR OMN REX ET INDIAE IMP
rewers: wizerunek biegnącego tygrysa, nad nim napis INDIA